# Toyoko Inn

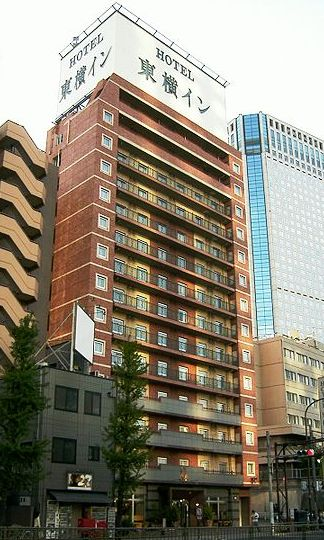
Готель Toyoko Inn Shinagawa-eki Takanawa-guchi в спеціальному районі Мінато, біля станції Сінагава.

Toyoko Inn (яп. 株式会社東横イン) — мережа бізнес-готелів в Японії, яка була заснована в 1986 році і швидко розвивається з 1990-х років.
Головний офіс компанії знаходиться в районі Ота японської столиці Токіо, приблизно на півдорозі між центральними спеціальними районами Токіо і Йокогамою. Таке місце розташування і дало компанії назву, що складається з поєднання кількох початкових літер англійської транскрипції імен цих міст.
Політика мережі націлена на однаковість готелів що входять до неї, що дозволяє якомога значніше скоротити корпоративні витрати.
Мережа відома також своєрідною кадровою політикою: у 2001 році 95 % персоналу компанії становили жінки, на посадах же керуючих готелями майже всі були одружені жінки.
Компанія показує швидке зростання, більш ніж подвоївши число своїх готелів з 61 у грудні 2002 року до 126 у травні 2006 року, з середньою ціною (станом на травень 2006 року) між 4800 і 6800 єнами за ніч за одномісний номер.
Майже всі готелі мережі знаходяться в Японії, за винятком трьох готелів в Південній Кореї — двох в Пусані та одному в Сеулі.
На початку 2006 року стало відомо про скандал, викликаний незаконно проведеною Toyoko Inn реконструкцією 77 зі своїх готелів. Роботи в будівлях проводилися після їх приймання архітектурно-будівельним наглядом. У підсумку 60 з них були визнані такими що не відповідають будівельним нормам і правилам, а 18 — без відповідних стандартів, які визначають вимоги доступу в будівлю для інвалідів.